# Jane Forth
Jane Forth (* 4. března 1953) je americká herečka a modelka.

## Životopis
Na přelomu šedesátých a sedmdesátých let působila v The Factory, newyorském ateliéru Andyho Warhola, s nímž se seznámila ve svých patnácti letech (její tehdejší přítel Jay byl dvojčetem Warholova milence Jeda Johnsona). Stala se jednou z jeho „superstars“ a jako herečka debutovala v roce 1970 v jeho filmu Trash. Později hrála ještě ve třech dalších Warholových filmech, Women in Revolt (1971), L'Amour (1973) a Bad (1977). V červenci 1970 se objevila – na fotografiích od Jacka Mitchella – na obálce časopisu Life. Později její fotografie vyšly i v časopisech Vogue, Harper's Bazaar a After Dark. Rovněž byla múzou a modelkou módního ilustrátora Antonia Lopeze, stejně jako Donna Jordan (další herečka z filmu L'Amour). Její portréty od Lopeze vyšly mj. v The New York Times. Později pracovala jako filmová maskérka a autorka zvláštních efektů.
Dvaadvacet let byla vdaná za britského kameramana Olivera Wooda, s nímž má dvě dcery. Rovněž má syna Emersona Fortha ze vztahu s Ericem Emersonem (* 1971).